# جان موفت (شناگر)
جان موفت (به انگلیسی: John Moffet) (زادهٔ ۲۷ ژوئیهٔ ۱۹۶۴) شناگر اهل ایالات متحده آمریکا است.